# Say Somethin
Say Somethin is de tweede single van de Amerikaanse zanger Austin Mahone. De schrijvers zijn Leon Huff, Kenny Gamble, Justin Franks, Nick Bailey, Mike Freesh, Trent Mazur, Ryan Ogren en Ahmad Belvin. Het liedje is tot nu toe Mahone's succesvolste nummer.

## Videoclip
De videoclip werd op 11 augustus 2012 op YouTube gezet, waar het inmiddels al 55 miljoen keer bekeken is. De videoclip is geregisseerd door Evan Dennis.

## Tracklist

### Promo - Digital
| 1. | Say Somethin (Main) | 2:47 |